# Vali (Ramayana)
Pour les articles homonymes, voir Vali et Bali (homonymie).

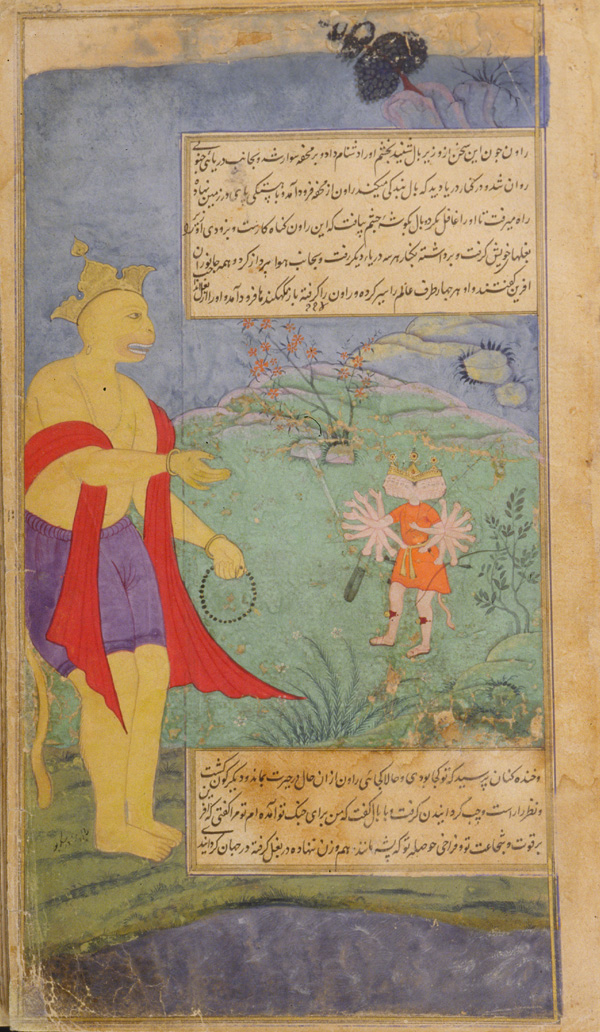
Dessin moghol du XVIe siècle ; Vali est à gauche.

Vali (sanskrit : वालि, provenant de la racine वालिन् Valin), aussi connu comme Bali (hindi : बालि, malais : Balya,  thaï : Phali), est un vanara (singe) cité dans le Ramayana. Roi de Kishkindha (en), fils d'Indra, il est tué par Râma.

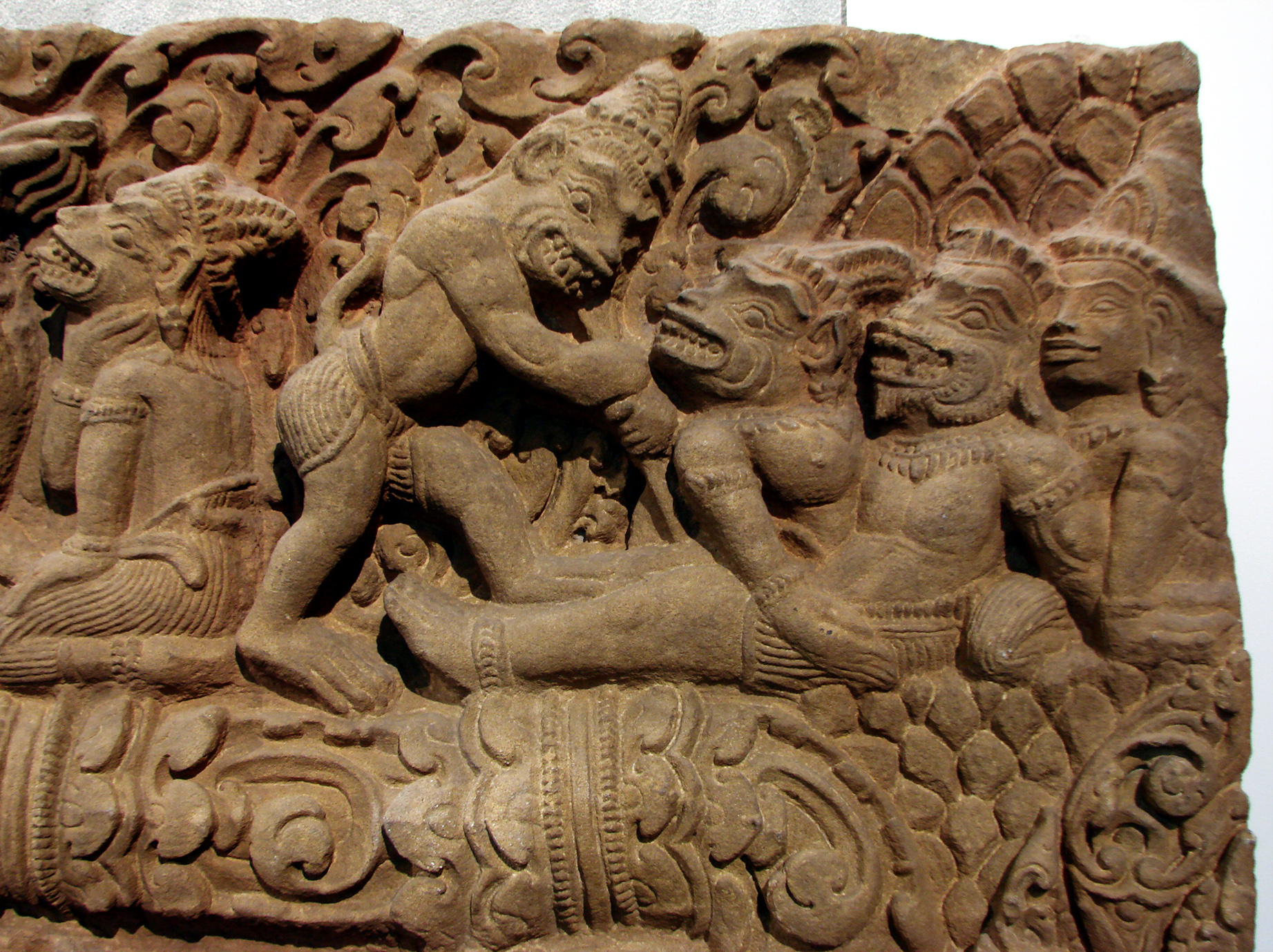
La mort de Valin, linteau khmer du XIe siècle, présenté au Musée Guimet à Paris.